# آندره نلیدوف
آندره ویتالیِویچ نلیدوف (روسی: Андре́й Вита́льевич Нели́дов؛ زادهٔ ۲۱ آوریل ۱۹۵۵) سیاست‌مدار اهل کشور روسیه است. وی رئیس جمهور پیشین جمهوری کارلیا است.